# Мальчик, смотрящий на Луну
Мальчик, смотрящий на Луну (швед. Pojke som tittar på månen), или Железный мальчик (швед. Järnpojken) — памятник в Старом городе Стокгольма, изображающий сидящего мальчика, обнявшего колени. Созданный скульптором Лиссом Эрикссоном и установленный в 1967 году, памятник стал самым маленьким в Швеции: его высота составляет около 15 см. Известен также под народным прозвищем Улле (Olle).
Памятник изготовлен из песчаника и кованого железа. Мальчик сидит на кровати, расположенной на достаточно широком постаменте. Он был создан Лиссом Эрикссоном в 1954 году и отражает воспоминания скульптора о своём детстве, когда он во время бессонных ночей сидел на кровати и смотрел на Луну за окном.
Памятник находится во дворике за зданием Финской церкви (Finska kyrkan) и не всегда упоминается в путеводителях по городу, однако пользуется неизменной популярностью у туристов. Считается, что если погладить мальчика по голове, это принесёт удачу и поможет исполнить желание, в связи с чем у мальчика блестящая от постоянных прикосновений голова. На постамент памятника бросают монетки или сладости, а сам памятник зимой нередко наряжают в шапочки и шарфики, связанные специально для железного мальчика.